# 祝歡
祝歡（?—?），战国时期秦国人，秦孝公时代人物。
商鞅在秦国主持变法，将祝歡处死。祝歡的事迹和他被处死的罪名史书没有记载。赵良劝谏商鞅时，以祝欢被杀、公子虔受劓刑闭门不出八年、用黥刑处罚公孙贾三件事，说明商鞅在秦国不得人心。